# ヒア・カムズ・ユア・マン
「ヒア・カムズ・ユア・マン」（Here Comes Your Man）は、アメリカのオルタナティヴ・ロック・バンド、ピクシーズの楽曲である。作詞作曲は、バンドのフロントマンであるブラック・フランシス、プロデュースはギル・ノートンが手がけた。本作は、1989年6月に2作目のアルバム『ドリトル』からの第2弾シングルとして発売された。
「ヒア・カムズ・ユア・マン」は、フランシスが10代の頃に書いた楽曲で、1987年にデモ音源が制作されたが、リリースに対して消極的であったことから、1987年に発売されたEP『カム・オン・ピルグリム』や1988年に発売された『サーファー・ローザ』には未収録となっていた。アメリカの『ビルボード』誌が発表したモダン・ロック・トラックス・チャートでは最高位3位を獲得した。

## 背景・曲の構成
ブラック・フランシスは、14歳から15歳の頃に「ヒア・カムズ・ユア・マン」を書いた。1987年に入りデモ音源が制作されたが、「ポップすぎる」としてこの時点では正式なレコーディングは行われなかった。4ADレーベルの会長であるアイヴォ・ワッツ＝ラッセルは、バンドのデビュー作『カム・オン・ピルグリム』の収録曲を決める際に、「明らかに商業的すぎる」として意図的に本作を除外した。
その後も未発表のままとなっていたが、1989年のアルバム『ドリトル』のレコーディング・セッション時に、プロデューサーのギル・ノートンが曲を気に入ったことから、本作の正式なレコーディングが行なわれることとなった。このレコーディング・セッションでレコーディングされた本作は、従来のデモ音源とは異なるアレンジになっており、フランシスによって新たなヴァースが追加されている。
曲は、ギタリストのジョーイ・サンティアゴが気に入っているドミナント7♯9コードから始まる。曲中ではアコースティック・ギターでD-G-Aというコード進行を演奏していて、リッケンバッカー製12弦ギターとフェンダー・テレキャスターでギターリフを演奏している。

## ミュージック・ビデオ
本作のミュージック・ビデオは、ニール・ポロックとジョナサン・ベケマイヤーが共同で監督を務めた作品で、歪んだ魚眼レンズを通した演奏シーンで構成されている。マイム演奏となっており、フランシスとキム・ディールは音源に合わせて口パクをしているが、口の動きは楽曲に合わせたものではなく、無表情で口を大きく開くのみとなっている。ミュージック・ビデオのテーマは、フランシス曰く「脳水腫」。

## リリース
「ヒア・カムズ・ユア・マン」は、1989年4月17日に発売された2作目のオリジナル・アルバム『ドリトル』に収録され、同月6月1日にシングル・カットされた。シングルのジャケットには、写真家のサイモン・ラルバレスティエが撮影したブル・テリアの写真が使用された。
オールミュージックのスティーヴ・ヒューイは、本作について「1980年代後半の最高のオルタナティヴ・ロックの素晴らしさを象徴している」と評している。
シングル盤は、アメリカの『ビルボード』誌が発表したモダン・ロック・トラックス・チャートで最高位3位を獲得した。また、『ローリング・ストーン』誌が行なった読者投票「The 10 Best Pixies Songs」では第6位にランクインした。

## シングル収録曲
| 全作詞・作曲: ブラック・フランシス。 |                                                                                          |                      |                      |      |
| #                                    | タイトル                                                                                 | 作詞                 | 作曲・編曲           | 時間 |
| 1.                                   | 「ヒア・カムズ・ユア・マン」(Here Comes Your Man)                                        | ブラック・フランシス | ブラック・フランシス | 3:00 |
| 2.                                   | 「ウェイブ・オブ・ミューティレーション (UK Surf)」(Wave of Mutilation (UK Surf version)) | ブラック・フランシス | ブラック・フランシス | 3:00 |
| 3.                                   | 「イントゥ・ザ・ホワイト」(Into the White)                                               | ブラック・フランシス | ブラック・フランシス | 4:42 |
| 4.                                   | 「ベイリーズ・ウォーク」(Bailey's Walk)                                                  | ブラック・フランシス | ブラック・フランシス | 2:23 |
| 合計時間:                            | 合計時間:                                                                                | 13:05                |                      |      |

## チャート成績
| チャート（1989年）                        | 最高位 |
| ----------------------------------------- | ------ |
| UK シングルス (OCC)                       | 54     |
| US モダン・ロック・トラックス (Billboard) | 3      |

| チャート（2014年）              | 最高位 |
| ------------------------------- | ------ |
| ベルギー (Ultratop 50 Flanders) | 32     |

## カバー・バージョン
- サマイアム（英語版） - 1999年に発売されたトリビュート・アルバム『Where Is My Mind?: A Tribute to the Pixies』に収録[14]。
- PENPALS - 2000年に発売されたトリビュート・アルバム『Tribute to the Pixies』に収録[15]。
- ピート・ヨーン（英語版） feat. リズ・フェア - 2018年に配信限定で発売された[16][17]。